# Сенека (округ Грін-Лейк, Вісконсин)
Сенека (англ. Seneca) — місто (англ. town) в США, в окрузі Ґрін-Лейк штату Вісконсин. Населення — 387 осіб (2020).

## Демографія
Згідно з переписом 2010 року, у місті мешкало 408 осіб у 165 домогосподарствах у складі 131 родини. Було 193 помешкання
Расовий склад населення:
| - 96,8 % — білих - 0,2 % — азіатів - 1,2 % — осіб інших рас |

До двох чи більше рас належало 1,7 %. Частка іспаномовних становила 1,7 % від усіх жителів.
За віковим діапазоном населення розподілялося таким чином: 21,3 % — особи молодші 18 років, 62,5 % — особи у віці 18—64 років, 16,2 % — особи у віці 65 років та старші. Медіана віку мешканця становила 46,2 року. На 100 осіб жіночої статі у місті припадало 109,2 чоловіків;  на 100 жінок у віці від 18 років та старших — 109,8 чоловіків також старших 18 років.
Середній дохід на одне домашнє господарство  становив 68 018 доларів США (медіана — 63 750), а середній дохід на одну сім'ю — 73 070 доларів (медіана — 72 500). Медіана доходів становила 56 875 доларів для чоловіків та 30 938 доларів для жінок. За межею бідності перебувало 7,5 % осіб, у тому числі 5,4 % дітей у віці до 18 років та 3,6 % осіб у віці 65 років та старших.
Цивільне працевлаштоване населення становило 180 осіб. Основні галузі зайнятості: виробництво — 27,2 %, освіта, охорона здоров'я та соціальна допомога — 21,7 %, роздрібна торгівля — 15,6 %.